# William Foxwell Albright

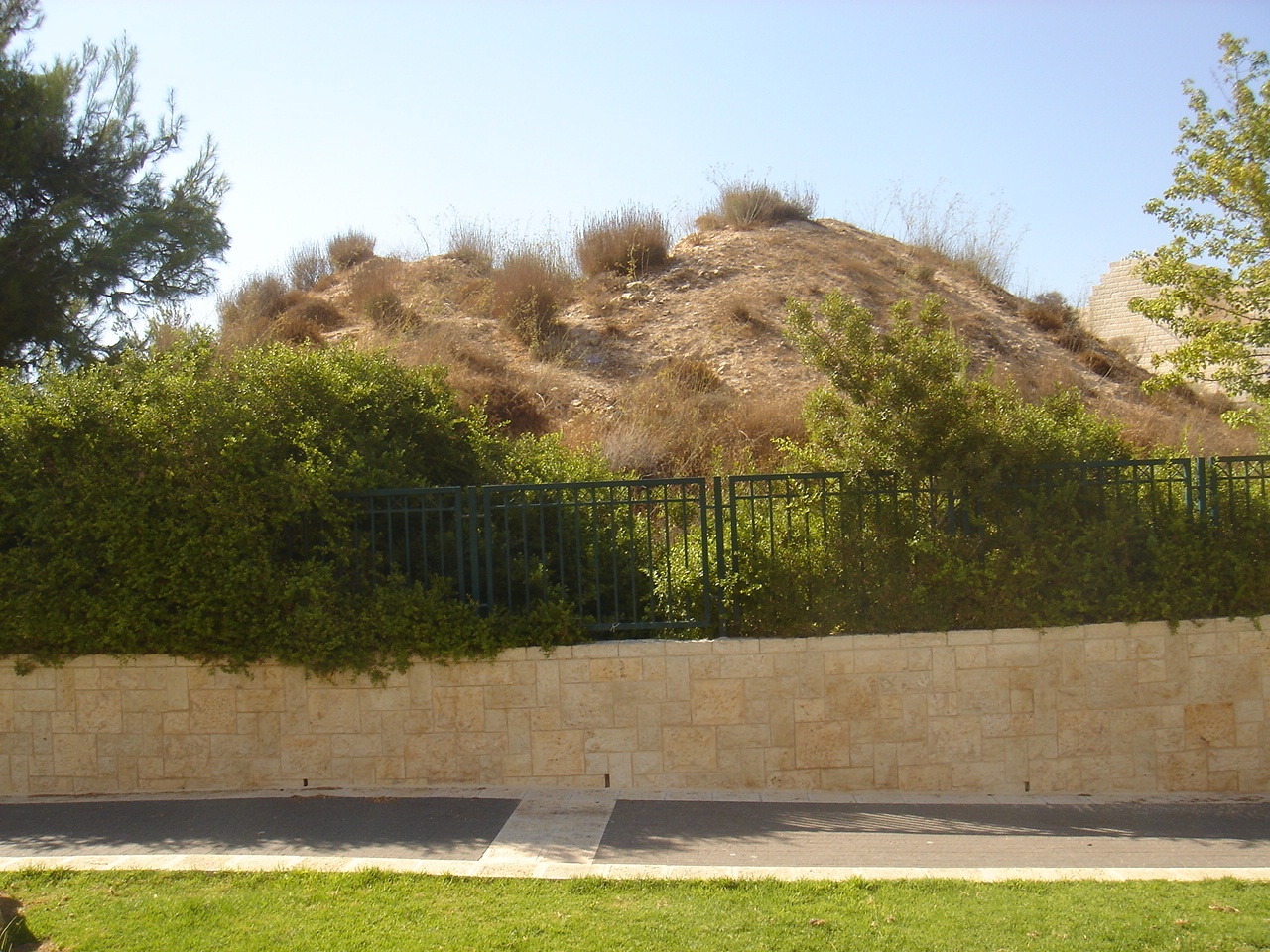
Túmulo 2, escavado por W.F. Albright em 1923. Sua trincheira de escavação é visível acima da estrutura.

William Foxwell Albright (24 de Maio de 1891 a 20 de Setembro de 1971) foi um arqueólogo, estudioso bíblico, filólogo e especialista em cerâmica estadunidense. Ele é considerado "um dos mais influentes estudiosos bíblicos americanos do século XX", tendo se tornado conhecido do público em 1948 por seu papel na autenticação dos Manuscritos do Mar Morto. Sua reputação acadêmica surgiu como um dos principais teóricos e praticantes da arqueologia bíblica.

## Vida
Albright nasceu em 24 de maio de 1891, em Coquimbo, Chile, o mais velho de seis filhos dos missionários evangélicos metodistas americanos Wilbur Finley Albright e Zephine Viola Foxwell. Albright foi um ex-aluno da Upper Iowa University. Casou-se com Ruth Norton (1892-1979) em 1921 e teve quatro filhos. Ele recebeu seu título de Doutor em Filosofia pela Johns Hopkins University em Baltimore, Maryland, em 1916 e aceitou uma cátedra lá em 1927. Albright foi professor de línguas semíticas de 1930 até sua aposentadoria em 1958. Ele foi o diretor da Escola Americana de Pesquisa Oriental em Jerusalém de 1922 a 1929 e 1933 a 1936, e fez importantes trabalhos arqueológicos em locais na Palestina, como Gibeah (Tell el-Fûl, 1922) e Tell Beit Mirsim (1926, 1928, 1930 e 1932).
Albright tornou-se conhecido do público em 1948 por seu papel na autenticação dos Manuscritos do Mar Morto, mas fez sua reputação acadêmica como o principal teórico e praticante da arqueologia bíblica, "aquele ramo da arqueologia que lança luz sobre 'a estrutura social e política, os conceitos e práticas religiosas e outras atividades e relações humanas que são encontradas na Bíblia ou pertencem aos povos mencionados na Bíblia". Albright não era, no entanto, um literalista bíblico; em seu Yahweh and the Gods of Canaan, por exemplo, ele argumentou que o Yahwismo e a antiga religião caanita tinham uma relação recíproca, na qual "ambos ganharam muito na troca que se estabeleceu por volta do século X e continuou até o século V a.C.".
Embora principalmente um arqueólogo bíblico, Albright foi um polímata que fez contribuições em quase todos os campos de estudos do Oriente Próximo: um exemplo de seu alcance é um artigo de 1953, "Nova Luz do Egito sobre a Cronologia e História de Israel e Judá", no qual ele estabeleceu que o faraó egípcio Shoshenq I - o Shishaq bíblico - chegou ao poder em algum lugar entre 945 e 940 a.C.
Um autor prolífico, suas obras, além de Javé e os Deuses de Canaã, incluem A Arqueologia da Palestina: Da Idade da Pedra ao Cristianismo e O Período Bíblico de Abraão a Esdras. Ele também editou os volumes da Bíblia Âncora sobre Jeremias, Mateus e Apocalipse.
Ao longo de sua vida, Albright foi homenageado com prêmios, doutorados honorários e medalhas, e foi proclamado "Yakir Yerushalayim" (Cidadão Digno de Jerusalém) - a primeira vez que esse título foi concedido a um não-judeu. Ele foi eleito para a Sociedade Filosófica Americana em 1929. Ele foi eleito membro da Academia Nacional de Ciências dos Estados Unidos em 1955 e membro da Academia Americana de Artes e Ciências em 1956. Após sua morte em 19 de setembro de 1971, seu legado continuou através dos muitos estudiosos inspirados por seu trabalho, que se especializaram nos campos pioneiros de Albright. A Escola Americana de Pesquisa Oriental, em Jerusalém, foi renomeada Instituto Albright de Pesquisa Arqueológica, em homenagem às realizações arqueológicas de Albright.

## Pesquisa histórica e hipóteses
Da década de 1930 até sua morte, ele foi o decano dos arqueólogos bíblicos e o reconhecido fundador do movimento de arqueologia bíblica. Vindo de sua formação em crítica bíblica alemã da historicidade dos relatos bíblicos, Albright, através de seu trabalho seminal em arqueologia (e seu desenvolvimento da tipologia de cerâmica padrão para a Palestina e a Terra Santa) concluiu que os relatos bíblicos da história israelita eram, ao contrário da crítica bíblica alemã dominante da época, amplamente precisos. Essa área ainda é amplamente contestada entre os estudiosos. O aluno de Albright, George Ernest Wright, herdou sua liderança do movimento de arqueologia bíblica, contribuindo com trabalhos definitivos em Siquém e Gezer. Albright inspirou, treinou e trabalhou com a primeira geração de arqueólogos israelenses de classe mundial, que continuaram seu trabalho e mantiveram sua perspectiva.
Outros estudantes, como Joseph Fitzmyer, Frank Moore Cross, Raymond E. Brown e David Noel Freedman, tornaram-se líderes internacionais no estudo da Bíblia e do antigo Oriente Próximo, incluindo epigrafia e paleografia semítica do noroeste. John Bright, Cyrus H. McCormick Professor de Hebraico e Interpretação do Antigo Testamento no Union Seminary em Richmond (PhD, Johns Hopkins, 1940), tornou-se "o primeiro historiador americano distinto do Antigo Testamento" e "indiscutivelmente o estudioso mais influente da escola Albright", devido ao seu "sabor de senso comum distintamente americano, semelhante ao de W[illiam] James". Assim, Albright e seus alunos influenciaram uma ampla faixa do ensino superior americano da década de 1940 até a década de 1970, após o que estudiosos revisionistas como T. L. Thompson, John Van Seters, Niels Peter Lemche e Philip R. Davies desenvolveram e avançaram uma crítica minimalista da visão de Albright de que a arqueologia apoia as linhas gerais da história de Israel como apresentadas na Bíblia. Como outros polímatas acadêmicos (Edmund Husserl na fenomenologia e Max Weber nos campos da sociologia e da sociologia da religião), Albright criou e avançou a disciplina de arqueologia bíblica, que agora é ensinada em universidades em todo o mundo e tem expoentes em linhas nacionais, culturais e religiosas.

## Influência e legado
A publicação de Albright no Annual of the American Schools of Oriental Research, 1932, de suas escavações de Tell Beit Mirsim, e descrições das camadas da Idade do Bronze e da Idade do Ferro no local em 1938 e 1943, marcou uma grande contribuição para a datação de sítios baseados em tipologias cerâmicas, que ainda está em uso. "Com este trabalho, Albright fez da arqueologia israelita uma ciência, em vez do que tinha sido anteriormente: uma escavação em que os detalhes são mais ou menos bem descritos num quadro cronológico indiferente, o mais geral possível e muitas vezes extremamente errado".
Como editor do Bulletin of the American Schools of Oriental Research de 1931 a 1968, Albright influenciou a erudição bíblica e a arqueologia palestina.  Albright defendeu a "arqueologia bíblica" na qual a tarefa do arqueólogo, de acordo com o colega arqueólogo bíblico William G. Dever, é "iluminar, entender e, em seus maiores excessos, 'provar' a Bíblia".  Aqui, a educação metodista americana de Albright era claramente aparente. Ele insistiu, por exemplo, que "como um todo, o quadro em Gênesis é histórico, e não há razão para duvidar da precisão geral dos detalhes biográficos" (ou seja, de figuras como Abraão). Da mesma forma, ele afirmou que a arqueologia havia provado a historicidade essencial do Livro do Êxodo e a conquista de Canaã, conforme descrito no Livro de Josué e no Livro dos Juízes.

Nos anos que se seguiram à sua morte, os métodos e conclusões de Albright têm sido cada vez mais questionados. Em um artigo de 1993 para o The Biblical Archaeologist, William G. Dever afirmou que:
As teses centrais [de Albright] foram todas derrubadas, em parte por novos avanços na crítica bíblica, mas principalmente pela contínua pesquisa arqueológica de jovens americanos e israelenses, a quem ele mesmo deu incentivo e impulso... A ironia é que, a longo prazo, terá sido a mais recente arqueologia "secular" que mais contribuiu para os estudos bíblicos, não a "arqueologia bíblica". 
O estudioso bíblico Thomas L. Thompson escreveu que, em 2002, os métodos da "arqueologia bíblica" também se tornaram ultrapassados:
[A interpretação histórica de Wright e Albright não pode pretender ser objetiva, partindo de uma metodologia que distorce seus dados por seletividade pouco representativa, que ignora a enorme falta de dados para a história do início do segundo milênio e que intencionalmente estabelece hipóteses com base em textos bíblicos não examinados, a ser provado por tais (para este período) critérios matemáticos sem sentido como o "equilíbrio de probabilidade"...

## Publicações
- The Archaeology of Palestine: From the Stone Age to Christianity (1940[23]/rev.1960)
- From the Stone Age to Christianity: Monotheism and the Historical Process, Johns Hopkins Press, 1946
- Views of the Biblical World. Jerusalem: International Publishing Company J-m Ltd, 1959.
- Yahweh and the Gods of Canaan: An Historical Analysis of Two Contrasting Faiths (1968)
- Matthew (with C. S. Mann) in the Anchor Bible series (1971) ISBN 9780385086585
- The Biblical Period from Abraham to Ezra
- Albright, William F. (1923). «Interesting finds in tumuli near Jerusalem». Bulletin of the American Schools of Oriental Research. 10 (April): 1–3. JSTOR 1354763. doi:10.2307/1354763
- Albright, William F. (1953). «New Light from Egypt on the Chronology and History of Israel and Judah». Bulletin of the American Schools of Oriental Research. 130 (130): 4–11. JSTOR 3219011. doi:10.2307/3219011